# 니에베스 알바레스
니에베스 알바레스(Nieves Álvarez, 1974년 3월 30일 ~ )는 스페인의 모델, 사회자이다.